# Sjöguden

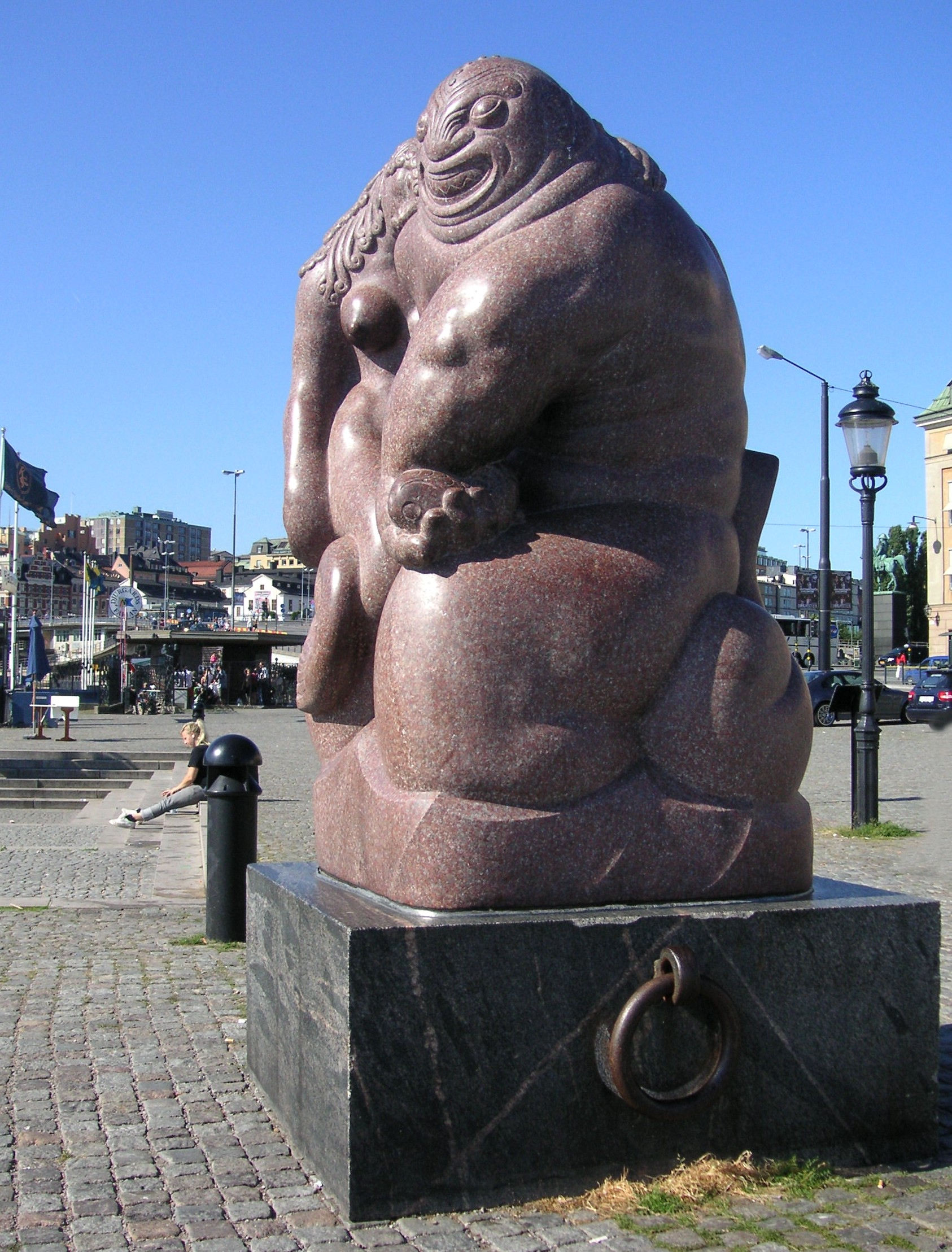
"Sjöguden" 2008.

Sjöguden eller Sjögudens glada stunder är en skulptur av Carl Milles som finns på Skeppsbron intill Räntmästartrappan i Gamla stan i Stockholm.

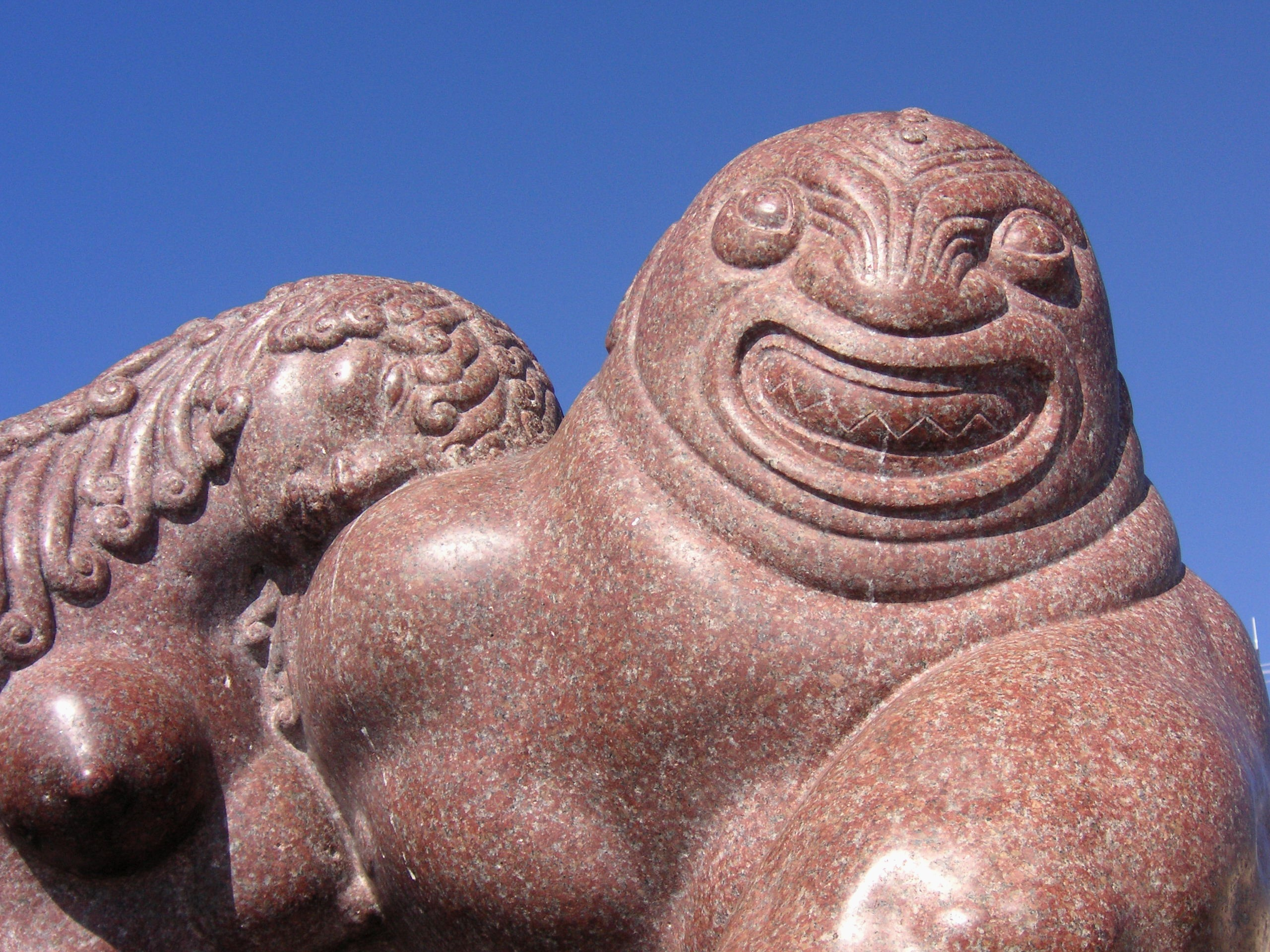
Detalj

Sjöguden skapades av Carl Milles redan 1913. Skulpturen är av röd granit och en av Milles tyngsta skapelser. Milles hade tänkt sig att placera ut tio stycken massiva, skulpturala figurer med jämna mellanrum längs stadens kajer. Idén mötte föga gensvar och bara Sjöguden kom till utförande. Först 1930 restes skulpturen på sin nuvarande plats på Skeppsbron. 
Denne massive bjässe, som trycker till sig en blyg sjöjungfru, är finalen i Milles tyskinfluerade stil med enkla, släta ytor, men samtidigt står Sjöguden även för inledningen till en ny stilriktning, där vattenvärlden och havsfaunan skulle dominera Milles verk framöver.